# Hans Bietenhard
Hans Bietenhard (* 31. Mai 1916 in Olten; † 5. September 2008 in Steffisburg) war ein Schweizer evangelisch-reformierter Pfarrer und Theologe. Bis 1986 war er Professor für Neues Testament an der Universität Bern.

## Leben und Wirken
Hans Bietenhard ist ein Sohn des Berner Beamten Rudolf Bietenhard und seiner Frau Rosa geborene Müller. Er wuchs in Bern auf, wo er auch die Schulen besuchte. Er studierte Evangelische Theologie in Bern, Basel, Zürich und Paris. 1945 wurde er in Basel promoviert, 1948 in Bern habilitiert. 1945 bis 1969 war er als evangelisch-reformierter Pfarrer tätig, zuletzt in Sonnenfeld-Schwäbis, das zu Steffisburg gehört. An der Universität Bern lehrte er ab 1948 Neues Testament sowie Geschichte und Theologie des Spätjudentums. Ab 1962 war er als nebenamtlicher, von 1969 bis 1986 als vollamtlicher Extraordinarius des Nationalfonds an der Evangelisch-theologischen Fakultät angestellt. 
Bietenhard galt als ausgewiesener Kenner für das intertestamentarische und das Spätjudentum in Verbindung mit dem Neuen Testament. Er übersetzte und kommentierte jüdische Schriften wie die Sota, Midrasch Tanhuma B und Sifre Deuteronomium. Mit seiner Frau Ruth Bietenhard schuf er 1980 bis 1984 die Übersetzung des Neuen Testaments in den berndeutschen Dialekt. 1990 bis 1994 übertrugen sie Teile des Alten Testaments, bei dem auch ihr ältester Sohn und Hebraist Benedikt Bietenhard mitwirkte.

## Privates
1946 heiratete er die Lehrerin Ruth Bietenhard, geborene Lehmann, mit der er sechs Kinder hatte. Sie unterstützte ihn auch im Pfarramt, insbesondere beim Aufbau der Kirchgemeinde Sonnenfeld-Schwäbis. Zusammen wurden sie 1994 Ehrenbürger von Steffisburg.

## Werke (Auswahl)
- Das tausendjährige Reich. Eine biblisch-theologische Studie. Diss. Basel 1944; 2. bearb. Aufl. Zwingli, Zürich 1955
- Die himmlische Welt im Urchristentum und Spätjudentum. Mohr (WUNT 2), Tübingen 1951
- Die Mischna. Seder 3, Naschim, Traktat 6, Sota (Die des Ehebruchs Verdächtige). Übersetzung, Erklärungen, textkritischer Anhang. Töpelmann, Berlin 1956, ISBN 3-11-005226-1
- Der Weltfriede im Alten und Neuen Testament (mit Johann Jakob Stamm). Zwingli, Zürich 1959
- Theologisches Begriffslexikon zum Neuen Testament (Mitherausgeber). 3 Bände. Brockhaus, Wuppertal 1967–71
- Midrasch Tanhuma. 2 Bände. Lang (Judaica et Christiana 5 und 6), Bern 1980/82
- Ds Nöie Teschtamänt Bärndütsch (mit Ruth Bietenhard). Haller, Bern 1984; 5. A. 1992, ISBN 3-85570-086-9
- Der tannaitische Midrasch Sifre Deuteronomium. Mit einem Beitrag von Henrik Ljungman. Lang, Bern 1984, ISBN 3-261-03311-8
- Der Tosefta-Traktat Sota. Hebräischer Text mit kritischem Apparat, Übersetzung und Kommentar. Lang (Judaica et Christiana 9), Bern 1985, ISBN 3-261-04041-6
- Ds Alte Teschtament bärndütsch. En Uswahl (mit Ruth und Benedikt Bietenhard). Haller, Bern 1990, ISBN 3-85570-107-5